# Cấn Hữu
Cấn Hữu là một xã nằm ở phía tây nam huyện Quốc Oai, thành phố Hà Nội, Việt Nam, cách trung tâm huyện Quốc Oai 5 km.
Phía Bắc giáp xã Ngọc Mỹ và xã Nghĩa Hương, phía Đông giáp xã Đồng Quang và xã Đông Sơn của huyện Chương Mỹ, phía Nam giáp xã Đông Yên, phía Tây giáp xã Hòa Thạch và xã Tuyết Nghĩa.
Xã Cấn Hữu có diện tích 9,87 km², dân số năm 1999 là 8813 người, mật độ dân số đạt 893 người/km².
Xã có 6 thôn: Thượng Khê, Thái Khê, Cấn Hạ, Cấn Thượng, Cây Chay, Đĩnh Tú.